# Маргарет Сангер
Маргарет Хигинс Сангер (енгл. Margaret Sanger; рођена Маргарет Луис Хигинс, 14. септембар 1879 — 6. септембар 1966, позната и као Маргарет Сангер Сли) била је америчка активисткиња за контролу рађања, сексуална едукаторка, списатељица и медицинска сестра. Сангер је популаризовала термин „контрола рађања“, отворила прву клинику за контролу рађања у Сједињеним Државама и основала организације које су еволуирале у Америчку федерацију за планирано родитељство.
Сангер је своје списе и говоре користила првенствено да промовише свој начин размишљања. Процесуирана је због књиге Породична ограничења према Закону Комсток 1914. године. Плашила се шта ће се догодити, па је побегла у Британију док није схватила да је безбедно да се врати у САД. Њени напори довели су до неколико судских случајева који су помогли у легализацији контрацепције у Сједињеним Државама. Због своје везе са планираним родитељством, Сангер је била честа мета критика противника абортуса. Међутим, Сангер је направила оштру разлику између контроле рађања и абортуса и била је против абортуса током већег дела своје каријере. Сангер остаје личност којој се диве у америчком покрету за репродуктивна права. Критикована је због тога што подржава еугенику.
Сангер је 1916. године отворила прву клинику за контролу рађања у Сједињеним Државама, што је довело до њеног хапшења због дистрибуције информација о контрацепцији, након што је тајна полицајка купила примерак своје брошуре о планирању породице. Њено следеће суђење и жалба створили су контроверзу. Сангер је сматрала да би жене требале бити равноправније у друштву и водити здравији живот, морале би бити способне да одреде када ће рађати децу. Такође је желела да спречи такозване прекиде трудноће, који су били уобичајени у то време, јер су прекиди трудноће били илегални у Сједињеним Државама. Веровала је да, иако је абортус понекад оправдан, треба га избегавати, и сматрала је контрацепцију јединим практичним начином да их избегне.
Сангер је 1921. основала Америчку лигу за контролу рађања, која је касније постала Америчка федерација за планирано родитељство. У Њујорку је организовала прву клинику за контролу рађања у којој су радиле лекарке потпуно женског пола, као и клинику у Харлему која је имала савет где је касније додато особље Афроамериканаца. 1929. године формирала је Национални комитет за савезно законодавство за контролу рађања, који је служио као жариште њених лобистичких напора да легализује контрацепцију у Сједињеним Државама. Од 1952. до 1959. године, Сангер је била председник Међународне федерације за планирано родитељство. Умрла је 1966. године и сматра се оснивачем модерног покрета за контролу рађања.

## Живот
Сангер је рођена као Маргарет Луис Хигинс 1879. године у Корнингу, од родитеља ирских католика - „слободно мислећег“ оца клесара, Мајкл Хенеси Хигинс и Ане Парсл Хигинс. Мајкл се доселио у Сједињене Државе са 14 година, придруживши се војсци у грађанском рату као бубњар са 15 година. По одласку из војске, студирао је медицину и френологију, али је на крају постао каменорезац, правивши анђеле, свеце и надгробне споменике. Мајкле је постао атеиста и активиста за женско право гласа и бесплатно јавно образовање.
Ана је током велике глади дошла са својом породицом у Канаду. Удала се за Мајкла 1869. Са 22 године Ане је зачела 18 пута, родивши 11 живих пре него што је умрла у 49. години. Сангер је била шесто од 11 преживеле деце, проводећи своје тинејџерске године подвргнута подели кућних послова и бризи чланова породице.
Подржана од своје две старије сестре, Маргарет је похађала Клејврак Колеџ и Хадсон Ривер Институт, пре него што се 1900. године уписала у болницу White Plains као медицинска сестра приправница. 1902. године удала се за архитекту Вилијама Сангера, одустајући од образовања. Патећи од конзумације (активна туберкулоза која се понавља), Маргарет Сангер је могла да роди троје деце, а петоро су се настанили у мирном делу у Округа Вестчестер.

## Друштвени активизам
1911. године, након што је пожар уништио њихов дом у Хејстингсу на Хадсону, Сангерсови су напустили предграђе за нови живот у Њујорку. Маргарет Сангер радила је као гостујућа медицинска сестра у сиротињским крајевима Источне стране, док је њен супруг радио као архитекта и собосликар. Пар се активирао у локалној социјалистичкој политици. Маргарет се придружила Женском комитету њујоршке Социјалистичке партије, учествовала у радним акцијама индустријских радника света (укључујући истакнути текстилни штрајк Лоренс из 1912. и свилени штрајк Патерсон из 1913.) и повезала се са локалним интелектуалцима, левичарима уметницима, социјалистима и друштвеним активистима, укључујући Џона Рида, Аптона Синклера, Мејбл Доџ и Ему Голдман.
Сангерови политички интереси, њен новонастали феминизам и искуство довели су је до тога да напише две серије колумни о сексуалном васпитању под насловом "Шта свака мајка треба да зна" (1911–12) и „Шта свака дјевојка треба да зна“ (1912–13) за социјалистички часопис Њујоршки позив. Према тадашњим стандардима, Сангерови чланци били су крајње искрени у својој расправи о сексуалности, а многи читаоци Њујоршког позива су били огорчени на њих. Други читаоци су, међутим, похвалили серију због искрености. Један је изјавио да серија садржи „чистији морал од читавих библиотека препуних лицемерног надметања о скромности“. Обе су објављене у облику књиге 1916. године.
Током свог рада међу радничким имигранткињама, Сангер је упознала жене које су пролазиле честе порођаје, побачаје и самоиницијативне побачаје због недостатка информација о томе како да избегну нежељену трудноћу. Приступ контрацептивним информацијама забрањен је због непристојности савезним законом Комсток из 1873. године и низом државних закона. У потрази за помоћи овим женама, Сангер је посетила јавне библиотеке, али није успела да пронађе информације о контрацепцији. Ови проблеми су приказани у причи коју ће Сангер касније препричавати у својим говорима: док је Сангер радила као медицинска сестра, позвана је у стан жене "Сејди Сакс", која је постала изузетно болесна због самоиницијативног абортуса. После тога, Сејди је преклињала лекара који јој је рекао да јој каже како може да спречи да се ово понови, на шта јој је лекар једноставно саветовао да остане уздржана. Његове тачне речи и поступци, очигледно, били су да се насмеју и кажу „И ви желите своју торту док је једете, зар не? Па то се не може учинити. Рећи ћу вам једину сигурну ствар, реците Џејку да спава на крову.“ Неколико месеци касније, Сангер је позвана назад у Сејдин стан - само што је овог пута Сејди умрла убрзо након што је Сангер стигла. Покушала је још један самоиницијативни абортус. Сангер би понекад завршавала причу говорећи: „Бацила сам торбу за негу у угао и објавила да никада нећу узети још један случај док нисам омогућила запосленима у Америци да имају знање о контроли рођења "; биограф Елен Чеслер безуспешно је покушала да пронађе поткрепљење ове приче. Постоји велика вероватноћа да је Сангер целу причу намерно измислила као пропагандну технику.
Ова прича - заједно са Сангеровим спашавањем нежељене нећакиње Олив Брн из снежне обале у којој је остала 1904. године, означава почетак Сангерове посвећености поштеди жена од потраге за опасним и илегалним побачајима. Сангер се противила побачају, али првенствено као друштвену болест и опасност за јавно здравље која би нестала ако би жене могле да спрече нежељену трудноћу.
С обзиром на везу између контрацепције и оснаживања радничке класе, Сангер је веровала да ће се само ослобађањем жена од ризика од нежељене трудноће догодити темељне друштвене промене. Покренула је кампању за изазивање владине цензуре контрацептивних информација кроз акције сукоба.
Сангер се отуђила од супруга 1913. године, а развод брачног пара завршен је 1921. године. 1922. године удала се за свог другог супруга Џејмса Слиа.
1914. године Сангер је покренула The Woman Rebel, месечни билтен од осам страница који је промовисао контрацепцију користећи слоган „ Без богова, без господара“. Сангер је, сарађујући са пријатељима анархистима, популаризовала термин „контрола рађања“ као искренију алтернативу еуфемизмима као што је „породична ограниченост“; термин „контрола рађања“ предложио је 1914. године млади пријатељ Ото Бобсти ‍:97  Сангер је прогласила да би свака жена требало да буде „апсолутна љубавница свог тела“. У овим раним годинама Сангеровог активизма, она је на контролу рађања гледала као на питање слободног говора, а када је почела да објављује The Woman Rebel, један од њених циљева био је изазвати правни изазов савезним законима против опсцености који су забрањивали ширење информација о контрацепцији. Иако су поштанске власти потиснуле пет од његових седам бројева, Сангер је наставила са објављивањем, све време припремајући Породична ограничења, још један изазов законима против контроле рађања. Ова брошура на 16 страница садржала је детаљне и прецизне информације и графичке описе различитих метода контрацепције. У августу 1914. године, Маргарет Сангер оптужена је за кршење закона о поштарској непристојности слањем The Woman Rebel кроз поштански систем. Уместо да јој се суди, побегла је из земље.
Маргарет Сангер провела је већи део свог изгнанства 1914. године у Енглеској, где је контакт са британским мегаломанијацима попут Чарлса Дрисдејла помогао да се усаврше њена социоекономска оправдања за контролу рађања. Поделила је њихову забринутост због превелике популације која је довела до сиромаштва, глади и рата. На Петој међународној неомалтузијској конференцији 1922. године била је прва жена која је председавала седницом. Организовала је Шесту међународну конференцију о неомалтузијанима и контроли рађања која се одржала у Њујорку 1925. године.‍:225 Прекомерна популација остаће њена брига до краја њеног живота.
Током свог путовања у Енглеску 1914. године, на њу су такође снажно утицале теорије ослобађања Хавлок Елиса, под чијом је палицом настојала не само да сексуални однос учини сигурнијим за жене већ и угоднијим. Још једна значајна особа коју је упознала у то време била је Мери Стоупс, која је налетела на Сангер након што је управо одржала говор о контроли рађања на састанку Фабијановог друштва. Стоупс је показала Сангер своје радове и потражила савет у вези с поглављем о контрацепцији.
Почетком 1915. године, отуђени супруг Маргарет Сангер, Вилијам Сангер, дао је копију Породичног ограничења представнику анти-вајс политичара Антони Комстоку. Вилијаму Сангеру је суђено и осуђен је провевши тридесет дана у затвору привлачећи интерес за контролу рађања као питање грађанске слободе. Маргаретин други супруг, Ноа Сли, такође је пружио помоћ њеном животном делу. 1928. године Сли је прошверцовао дијафрагме у Њујорк кроз Канаду‍:255 у кутијама означеним као уље 3 у једном. Касније је постао први легални произвођач дијафрагми у Сједињеним Државама.

### Покрет за контролу рађања
Неке земље северозападне Европе имале су либералнију политику према контрацепцији у то време од Сједињених Држава, а када је Сангер 1915. посетила холандску клинику за контролу рађања, сазнала је за дијафрагме и уверила се да су оне ефикасније средство за контрацепцију од супозиторија и тушеве које је дистрибуирала још у Сједињеним Државама. Дијафрагме углавном нису биле доступне у Сједињеним Државама, па су Сангер и други почели да их увозе из Европе, упркос закону Сједињених Држава.
Дана 16. октобра 1916. године, Сангер је отворила клинику за планирање породице и контролу рађања у четврти Браунсвил у Бруклину, прву такву у Сједињеним Државама. Девет дана након отварања клинике, Сангер је ухапшена. Сангеровој је одређена кауција на 500 долара и она се вратила кући. Сангер је наставила виђати неке жене у клиници све док полиција није други пут дошла. Овог пута Сангер и њена сестра Етел су ухапшене због кршења закона државе Њујорк који забрањује дистрибуцију контрацептивних средстава. Сангер је такође оптужена за јавно узнемиравање. Сестрама је суђено у јануару 1917. Бирне је осуђена на 30 дана, али је штрајковала глађу. Била је насилно храњена, прва жена штрајкачица глађу у САД која је тако третирана. Тек када се Сангер обавезала да Бирне никада неће прекршити закон, помилована је након десет дана. Сангер је осуђена; претресни судија је сматрао да жене нису имале „право да се копулирају са осећајем сигурности да неће доћи до концепције“. Сангеровој је понуђена блажа казна ако обећа да више неће кршити закон, али она је одговорила: „Не могу поштовати закон какав данас постоји“. Због тога је осуђена на 30 дана. Првобитна жалба је одбијена, али је у наредном судском поступку 1918. покрет за контролу рађања изборио победу када је судија Фредерик Е. Крејн из Њујоршког апелационог суда донео пресуду којом је лекарима било дозвољено да преписују контрацепцију. Публицитет око њеног хапшења, суђења и жалбе изазвао је активизам за контролу рађања широм Сједињених Држава и зарадио подршку бројних донатора, који би јој обезбедили средства и подршку за будуће подухвате.
У фебруару 1917. године, Сангер је почела да објављује месечни часопис о контроли рађања.

### Америчка лига за контролу рађања
После Првог светског рата, Сангер се удаљила од радикалне политике и основала је Америчку лигу за контролу рађања (АБЦЛ) 1921. како би проширила базу присталица и укључила средњу класу.
Након што је њена жалба на осуђујућу пресуду за клинику у Браунсвилу обезбедила пресуду суда из 1918. године којом су лекари изузети из закона који забрањује дистрибуцију контрацептивних информација женама (под условом да је то прописано из медицинских разлога), 1923. године основала је Клинички истраживачки биро (ЦРБ). ЦРБ је била прва легална клиника за контролу рађања у Сједињеним Државама, у којој су у потпуности радиле жене лекари и социјални радници. Клиника је добила велика средства од Џона Д. Рокфелера млађег и његове породице, који су наставили да дају анонимне донације за њене случајеве током наредних деценија. Џон Рокфелер млађи донирао је пет хиљада долара америчкој Лиги за контролу рађања 1924. и други пут 1925.
1922. путовала је у Кину, Кореју и Јапан. У Кини је приметила да је примарни метод планирања породице женско чедоморство, а касније је са Перл Бак радила на оснивању клинике за планирање породице у Шангају. Сангер је шест пута посетила Јапан, радећи са јапанском феминисткињом Катом Шидзу на промоцији контроле рађања. Ово је било иронично, јер је десет година раније Сангер оптужила Като за убиство.
1928. године сукоб у руководству покрета за контролу рађања навео је Сангер да поднесе оставку на место председника и преузме потпуну контролу над ЦРБ-ом, преименујући га у Клинички истраживачки биро за контролу рађања (БЦЦРБ), означавајући почетак раскола који ће трајати до 1938.
Сангер је уложила много труда комуницирајући са широм јавношћу. Од 1916. па надаље, често је држала предавања (у црквама, женским клубовима, домовима и позориштима) радницима, црквеним лицима, либералима, социјалистима, научницима и женама више класе.‍:366 Једном је предавала о контроли рађања женском помоћном особљу Ку Клук Клана у Силвер Лејку.‍:361, 366–7 У својој аутобиографији оправдала је одлуку да им се обрати писањем „Увек ми је свака узбуђена група била добра група“, што значи да је била спремна да тражи заједнички језик са било ким ко може да помогне у промоцији легализације и свести о контроли рађања. Описала је то искуство као "чудно" и пријавила је да је имала утисак да је публика половично паметна и да им је зато говорила на најједноставнији могући језик, као да разговара са децом.
Двадесетих година 20. века написала је неколико књига које су имале национални утицај на промоцију узрока контроле рађања. Између 1920. и 1926. продато је 567.000 примерака Жена и нова раса и Пивот цивилизације. Такође је написала две аутобиографије осмишљене као једна врста промоције. Прва, Моја борба за контролу рађања, објављена је 1931. године, а друга, више промотивна верзија, Маргарет Сангер: Аутобиографија, објављена је 1938. године.
Током 1920-их, Сангер је добила стотине хиљада писама, од којих су многа у очају писала жене молећи за информације о томе како спречити нежељену трудноћу. Пет стотина ових писама састављено је у књигу из 1928. године, Мајчинство у ропству.

### Рад са афроамеричком заједницом
Сангер је радила са афроамеричким лидерима и професионалцима који су видели потребу за контролом рађања у њиховим заједницама. Године 1929, Џејмс Х. Хуберт, социјални радник и вођа њујоршке Урбане лиге, затражио је од Сангерове да отвори клинику у Харлему. Сангер је обезбедила средства из Фонда Јулијуса Розенвалда и отворила клинику, са афроамеричким лекарима, 1930. Клиником је управљао 15-члани саветодавни одбор који се састоји од афроамеричких лекара, медицинских сестара, свештенства, новинара и социјалних радника. Клиника је објављена у афроамеричкој штампи, као и у црквама, а добила је одобрење Вилијама Бергарта, суоснивача НААЦП- а и уредника њеног часописа The Crisis. Сангер није толерисала нетрпељивост међу својим особљем, нити би толерисала било какво одбијање да ради у оквиру међурасних пројеката. Сангеров рад са мањинама заслужио је похвале од Корете и Мартина Лутера Кинга ; када није могао да присуствује његовој церемонији доделе награде Маргарет Сангер, у мају 1966, гђа. Кинг је прочитала говор свог мужа који је похвалио Сангерову, али је прво рекла своје речи: „Због [Сангерове] посвећености, њених дубоких уверења и због њене патње за оно у шта је веровала, желела бих да кажем да сам поносна што сам жена вечерас“.
Од 1939. до 1942, Сангерова је била почасни делегат Америчке федерације за контролу рађања, која је укључивала надзорну улогу — поред Мари Ласкер и Кларенса Гембла — у пројекту Негро, настојању да се сиромашним црнцима достави информација о контроли рађања. Сангер је саветовала др. Гембла о корисности ангажовања црног лекара за пројекат црнаца.
Пројекат Margaret Sanger Papers са Универзитета у Њујорку каже да, иако би требало да се избегне погрешно схватање да је пројекат Негро био расистичка кампања, клеветници Сангерове, попут Анђеле Дејвис, тумачили су овај одломак „као доказ да је она водила прорачунати напор да се црначко становништво смањи против његове воље“.

### Ера планираног родитељства
Године 1929. Сангер је формирала Национални комитет за савезно законодавство за контролу рађања како би лобирао за законодавство којим би се поништила ограничења контрацепције. Тај напор није успео да постигне успех, па је Сангерова 1932. наручио дијафрагму из Јапана, како би изазвала одлучујућу битку на судовима. Дијафрагму је конфисковала влада Сједињених Држава, а Сангеров каснији правни спор довео је до судске одлуке из 1936. године која је поништила важну одредбу Комсток закона који је забрањивао лекарима да добијају контрацептиве. Ова судска победа мотивисала је Америчко медицинско удружење 1937. да усвоји контрацепцију као нормалну медицинску услугу и кључну компоненту наставног плана и програма медицинских факултета.
Ова победа на суду за контрацепцију 1936. била је кулминација Сангерових напора за контролу рађања, и она је искористила прилику, сада у својим касним 50-им, да се пресели у Тусон, Аризона, намеравајући да игра мање критичну улогу у покрету за контролу рађања. Упркос својим првобитним намерама, остала је активна у покрету током 1950-их.
Године 1937, Сангер је постала председавајући новоформираног Савета за контролу рађања Америке и покушала да реши раскол између АБЦЛ и БЦЦРБ. Њени напори су били успешни, а две организације су се спојиле 1939. као Америчка федерација за контролу рађања. Иако је Сангер наставила да буде председница, она више није имала исту моћ као у раним годинама покрета, а 1942. године конзервативније снаге унутар организације промениле су име у Америчка федерација за планирано родитељство, име на које се Сангер противила јер га је сматрала превише еуфемистичким.
1948. Сангер је помогла у оснивању Међународног комитета за планирано родитељство, који је 1952. еволуирао у Међународну федерацију за планирано родитељство, и убрзо постао највећа свјетска невладина међународна организација за здравље жена, планирање породице и контролу рађања. Сангер је била прва председница организације и била је у тој улози до своје 80. године. Почетком 1950-их, Сангер је подстакла филантропкињу Катрин МекКормек да обезбеди средства за биолога Грегорија Пинкуса за развој пилуле за контролу рађања која је на крају продата под именом Еновид. Пинкус је ангажовао др Џона Рока, гинеколога са Харварда, да истражи клиничку употребу прогестерона за спречавање овулације. (Jonathan Eig (2014). "The Birth of the Pill: How Four Crusaders Reinvented Sex and Launched a Revolution." W. W. Norton & Company. New York. London. pp. 104ff.) Пинкус би често рекао да то никада не би могао без Сенгерове, МекКормека и Рока. (Исто, стр. 312. )

### Смрт
Сангер је умрла од конгестивне срчане инсуфицијенције 1966. у Тусону, у 86. години, отприлике годину дана након случаја Врховног суда САД Griswold v. Connecticut, који је легализовао контролу рађања у Сједињеним Државама. Сангер је сахрањена у Фишкилу, поред своје сестре, Нан, и њеног другог мужа, Ноа Слија.

## Погледи

### Сексуалност
Истражујући информације о контрацепцији, Сангер је читала расправе о сексуалности, укључујући Психологију секса, енглеског психолога Хавлока Елиса и била је под великим утицајем због тога. Док је путовала по Европи 1914. године, Сангер је упознала Елиса. Под утицајем Елиса, Сангер је усвојила своје виђење сексуалности као моћне силе која ослобађа. ‍:13–14Овај став је пружио још један аргумент у корист контроле рађања, јер би то омогућило женама да у потпуности уживају у сексуалним односима без страха од нежељене трудноће. ‍:111–117 Сангер је такође веровала да о сексуалности, заједно са контролом рађања, треба разговарати отвореније, ‍:13–14и похвалила Елиса за његове напоре у овом правцу. Она је такође окривила хришћанство за сузбијање таквих дискусија.
Сангер се противила претераном сексуалном наслађивању. Написала је да „сваки нормалан мушкарац и жена имају моћ да контролишу и усмеравају свој сексуални импулс. Мушкарци и жене који имају контролу и стално користе своје мождане ћелије дубоко размишљајући, никада нису сензуални.“ Сангер је рекла да би контрола рађања одвојила жене од позиције да буду објекти пожуде и уздигла секс од активности којом се баве искључиво у сврху задовољења пожуде, рекавши да контрола рађања „негира да се секс треба свести на положај сензуалне пожуде, или би жена требало да дозволи себи да буде оруђе за њено задовољење."  Сангер је написао да је мастурбација опасна. Она је изјавила: „У мом личном искуству као обучена медицинска сестра док сам лечила особе оболеле од разних и често одвратних болести, без обзира на њихове тегобе, никада нисам наишла на некога тако одбојног као што је хронични мастурбант. Не би било тешко испунити страницу по страницу срцепарајућих признања младих девојака, чији је живот био покварен овом погубном навиком, увек тако невино започетом.“  Веровала је да жене имају способност да контролишу своје сексуалне нагоне и да ту контролу треба да искористе како би избегле секс ван веза обележених „поуздањем и поштовањем“. Веровала је да би вршење такве контроле довело до „најјаче и најсветије страсти”. Међутим, Сангер се није противио хомосексуалности и похвалио је Елиса што је разјаснио „питање хомосексуалаца... чинећи ствар - не баш изопаченом ствари, већ ствар коју је особа рођена са различитим врстама очију, различитим врстама структура и тако даље... да није учинио све хомосексуалце изопаченим — и мислио сам да је помогао да се то разјасни медицинској професији и научницима света као можда међу првима који су то урадили.

### Слобода говора
Сангер се током своје каријере противила цензури. Сангер је одрастао у кући у којој се дивио говорник Роберт Ингерсол.  Током раних година свог активизма, Сангер је на контролу рађања гледала првенствено као на питање слободе говора, а не као на феминистичко питање, а када је почела да објављује The Woman Rebel 1914, учинила је то са изричитим циљем да изазове правни изазов. на Комсток законе који забрањују ширење информација о контрацепцији.  У Њујорку, Ема Голдман је упознала Сенгер са члановима Лиге за слободан говор, као што су Едвард Блис Фут и Теодор Шредер, а потом је Лига обезбедила средства и савете како би помогла Сенгеру у правним биткама.
Током своје каријере, Сангер је хапшена најмање осам пута због изражавања својих ставова током ере у којој је јавно говорити о контрацепцији било незаконито. Много пута у њеној каријери, званичници локалне власти су спречили Сангер да говори затварањем објекта или претњама њеним домаћинима.  У Бостону 1929. године, градски званичници под вођством Џејмса Керлија запретили су да ће је ухапсити ако проговори. Као одговор, она је стајала на бини, немо, са гегом на устима, док је њен говор читао Артур М. Шлезингер, старији 

### Еугеника
После Првог светског рата, Сангер се све више позивао на друштвену потребу да ограничи рађање оних који најмање могу да приуште децу. Имућни и образовани су већ ограничили своје рађање, док сиромашни и необразовани нису имали приступ контрацепцији и информацијама о контроли рађања. Овде је нашла област преклапања са еугеничарима . Веровала је да су обојица настојали да „помогну трци ка елиминацији неподобних“. Она се разликовала од других еугеничара, рекавши да „еугенисти имплицирају или инсистирају да је прва дужност жене према држави; ми тврдимо да је њена дужност према себи њена дужност према држави. Сматрамо да жена која поседује одговарајуће знање о својим репродуктивним функцијама најбоље процени време и услове под којима њено дете треба да се роди. Даље сматрамо да је њено право, без обзира на све друге ствари, да одлучи да ли ће рађати децу или не, и колико ће деце родити ако одлучи да постане мајка.“  Сангер је био заговорник негативне еугенике, која је имала за циљ да побољша људске наследне особине кроз друштвену интервенцију смањењем репродукције оних који су сматрани неподобним.
Сангеров поглед на еугенику био је под утицајем Хавлока Елиса и других британских еугеничара, укључујући ХГ Велса, са којим је успоставила блиско, трајно пријатељство. Она није посебно говорила о идеји да су раса или етничка припадност одлучујући фактори и „иако је Сангер артикулисала контролу рађања у смислу расног побољшања и, као и већина старијих Американаца, подржавала ограничену имиграцију, увек је дефинисала кондицију у индивидуалном, а не у расном смислу ."  ‍:195–6 Уместо тога, нагласила је ограничавање броја рођених да би живели у оквиру нечије економске могућности да одгаја и издржава здраву децу. То би довело до побољшања друштва и људске расе.  Сангеров став довео ју је у сукоб са водећим америчким еугеничарима, као што је Чарлс Девенпорт, који је имао расистички поглед на наслеђене особине. У књизи Историја покрета за контролу рађања у Америци, Енгелман је такође приметио да је „Сангер без напора гледао на другу страну када су други изговарали расистички говор. Није имала резерве да се ослања на мањкава и отворено расистичка дела да би служила сопственим пропагандним потребама.“ 
У „Моралу контроле рађања“, говору из 1921, поделила је друштво у три групе: „образовану и информисану“ класу која је регулисала величину својих породица, „интелигентне и одговорне“ који су желели да контролишу своје породице упркос без средстава или знања, и „неодговорних и безобзирних људи“ чији верски скрупули „спречавају да врше контролу над својим бројем“. Сангер закључује: „Нема сумње у умовима свих људи који мисле да би требало зауставити размножавање ове групе.
Сангерова еугеничка политика укључивала је политику искључивања имиграције, слободан приступ методама контроле рађања и потпуну аутономију планирања породице за способне, као и обавезну сегрегацију или стерилизацију за "дубоко ретардиране". Сангер је написао: „Ми [не] верујемо да би заједница могла или требало да пошаље у смртоносну комору дефектно потомство које је резултат неодговорног и неинтелигентног узгоја. У The Pivot of Civilazation она је критиковала одређене добротворне организације због пружања бесплатне акушерске и непосредне постпорођајне неге сиромашним женама, а да притом нису дале информације о контроли рађања нити било какву помоћ у подизању или образовању деце. У таквим добротворним организацијама, написала је: „Јадна жена је научена како да роди своје седмо дете, а оно што жели да зна јесте како да избегне да на свет донесе своје осмо дете.
У личној преписци изразила је тугу због агресивног и смртоносног нацистичког еугеничког програма и донирала је Америчком савету против нацистичке пропаганде.
Сангер је веровао да је самоодређујуће мајчинство једина непоколебљива основа за расно побољшање. У почетку се залагала да одговорност за контролу рађања треба да остане на способним појединачним родитељима, а не на држави. Касније је предложила да се "дозволе за родитељство издају на захтев градских, окружних или државних органа брачним паровима", али је додала да би тај услов требало да се спроводи кроз државно заступање и награду за поштовање, а не да се спроводи кажњавањем било кога за кршење то.
Подржао ју је један од најрасистичкијих аутора у Америци 1920-их, Клансман  Лотроп Стодард, који је био један од оснивача управног одбора Сангерове Америчке лиге за контролу рађања.

### Абортус
Маргарет Сангер се противила абортусу и оштро га разликовала од контроле рађања. Сматрала је да је ово друго основно право жена, а да је ово сраман злочин. ‍:125 ‍:36–37Године 1916, када је отворила своју прву клинику за контролу рађања, користила је оштру реторику против абортуса. Леци које је поделила женама позивали су их у свим престоницама: „Не убијте, не одузимајте живот, већ спречите“. ‍:155Сангеровим пацијентима је у то време речено „да је абортус био погрешан начин – без обзира на то колико рано је изведен, одузимао је живот; да је контрацепција бољи начин, безбеднији – требало је мало времена, мало проблема, али дугорочно је вредело, јер живот још није почео."  ‍:217Сангер се доследно дистанцирала од било каквих позива на легалан приступ абортусу, тврдећи да би легални приступ контрацептивима уклонио потребу за абортусом. Ен Хибнер Коблиц је тврдила да је Сангеров став против абортуса допринео даљој стигматизацији абортуса и ометао раст ширег покрета за репродуктивна права. ‍:182–188
Док је Маргарет Сангер осудила абортус као метод породичног ограничења, она се није противила абортусу који је имао за циљ да спасе живот жене. Штавише, 1932. године, Маргарет Сангер је наложила Бироу за клиничка истраживања да почне упућивати пацијенте у болнице ради терапијских абортуса када то покаже лекар који прегледа. ‍:300–301Залагала се и за контролу рађања како би се пре свега спречиле трудноће које су довеле до терапијских абортуса.

## Наслеђе
Сангерове списе курирају два универзитета: Одељење за историју Универзитета у Њујорку одржава пројекат Маргарет Сангер Паперс  а Колекција Софије Смит колеџа Смит одржава колекцију радова Маргарет Сангер. 
Сангерова прича се такође појављује у неколико биографија, укључујући биографију Дејвида Кенедија „ Контрола рађања у Америци: каријера Маргарет Сангер“ (1970), која је освојила Бенкрофтову награду и награду Џона Гилмарија Шија . Она је такође тема телевизијских филмова Портрет побуњеника: Изванредна гђа. Сангер (1980), и Цхоицес of the Хеарт: The Маргарет Сангер Стори (1995). Амерички карикатуриста Петер Багге објавио је 2013. године Woman Rebel, биографију Сангера у графичком роману у пуној дужини. Сабрина Џонс је 2016. објавила графички роман „Наша дама од контроле рађања: Сусрет цртача са Маргарет Сангер“.
Сангер је добио неколико почасти. Њен говор „Дечја ера“, одржан 1925. године, наведен је као #81 у 100 најбољих говора 20. века америчке реторике (наведено по рангу). Сангер је била инспирација за Wonder Woman, лик из стрипа који је представио Вилијам Марстон 1941. Марстон је била под утицајем раних феминистичких мисли док је била на колеџу, а касније је успоставила романтичну везу са Сенгеровом нећакињом, Оливе Бирн . Према Џил Лепоре, неколико прича о Wonder Woman је барем делимично инспирисано Сангером, попут учешћа лика у различитим штрајковима и протестима радника. Између (укључујући) 1953. и 1963. Сангер је био номинован за Нобелову награду за мир 31 пут. Године 1957. Америчко удружење хуманиста прогласило ју је за хуманисту године. Године 1966, Planned Parenthood је почео да сваке године издаје своје награде Маргарет Сангер у част „појединаца који се одликују признањем изврсности и лидерства у унапређењу репродуктивног здравља и репродуктивних права“. Уметничко дело  The Диннер Парти из 1979. садржи место за њу. Године 1981, Сангер је примљена у Националну женску кућу славних . Године 1976. примљена је у прву класу Куће славних округа Стеубен (НИ). 1993. године, Служба националних паркова Сједињених Држава прогласила је клинику Маргарет Сангер — где је пружала услуге контроле рађања у Њујорку средином двадесетог века — националним историјским обележјем . Такође, владине власти и друге институције су обележиле Сенгер тако што су посветиле неколико знаменитости у њено име, укључујући стамбену зграду у кампусу Универзитета Стони Брук, собу у библиотеци Велсли  и трг Маргарет Сангер у области Нохо у Њујорку . Постоји Маргарет Сангер Лане у Платсбургу, Њујорк и Али Маргарет Сангер у Сент-Назареу, Француска. У Националној галерији портрета налази се Сангерова биста која је поклон Корделије Скејф Меј . Сангер, кратер на северној хемисфери Венере, добио је име по Маргарет Сангер.
Због њене везе са планираним родитељством, многи који се противе абортусу често осуђују Сангер критикујући њене ставове о контроли рађања и еугеници. 
У јулу 2020. године, Planned Parenthood of Greater New York објавила је своју намеру да преименује седиште Planned Parenthood, која је добила име по Сангеру. Ова одлука је донета као одговор на критике због Сангерове промоције еугенике. Објављујући одлуку, Карен Селтзер је објаснила: „Уклањање имена Маргарет Сангер из наше зграде је и неопходан и закаснио корак да се рачуна са нашим наслеђем и призна доприноси Планираног родитељства историјској репродуктивној штети у заједницама боја.